# 石田秀樹
石田 秀樹（いしだ ひでき、1965年（昭和40年）4月15日 - ）は演出家、プロデューサー。関西テレビ放送（KTV）スポーツ局 スポーツ事業部。元番組チーフプロデューサー。京都府京都市出身。血液型はO型。

## 略歴
- 1984年：立命館高等学校卒業。
- 1988年：立命館大学文学部卒業。
- 1988年4月：関西テレビ入社。
- 1992年：スポーツ部に配属。
  - 「プロ野球ニュース」の阪神タイガース担当。
  - 野球の他にアイスホッケー、アメリカンフットボール、バレーボールなど様々なスポーツの中継を手がけた。
  - 「大阪国際女子マラソン」は、1999年〜2003年まで5年にわたって担当。
  - スポーツバラエティの仕事も多く、関西ローカルでは「すぽーつアミーゴ!」、全国ネットでは「Grade-A」を演出した。
- 2003年：報道局報道部に異動。
  - 元阪神タイガースの投手で、現在は俳優の嶋尾康史にスポットを当てたドキュメンタリー番組「遙かなる銀幕のマウンド」を演出した。
- 2005年：制作局制作部に異動。
  - 「ムハハnoたかじん」「UMEKA12」「UMEKA24」を経て「フジヤマ☆スタア」を立ち上げ、「冒険チュートリアル」を担当した。
  - 「UMEKA12」の番組開始に臨んで、「ディレクター同士が競い合うつもりで挑む。舞台とテレビの双方が際立つ企画にしたい」と抱負を語った[1]。
- 2011年7月：コンテンツ事業部に異動
- 2012年：「ふりこん!」（番組）担当
- 2013年：「Lucky Tripper ～Idolオン・ザ・ラン」（番組）担当
- 2013年：「Happy Jam in Osaka」1期（イベント）担当
- 2014年：「Happy Jam in Osaka」2期（イベント）担当
- 2015年：「Happy Jam」に改名３期目（イベント）担当
- 2015年：NARAKOI（イベント）にBOYS AND MENをキャスティング、と同時に番組化「ボイ×なら」（番組）DVDまで展開
- 2016年：「Happy Jam 4.Apr」まで担当
- 2016年7月：スポーツ事業部へ異動。
- 2016年：B-LEAGUE　大阪エヴェッサ戦の映像制作を担当
- 2016年：男版アイドル対バンライブ「ダントツ!」（イベント）を開催
- 2016年：イベント「大阪エンジョイRUN」でピカソプロジェクトとJUNICHIコラボウォールを企画。井上あずみミニステージも展開。
- 2017年：大阪国際女子マラソンの付帯イベントを担当

## 人物
- 親分肌
- 既婚者
- 好奇心旺盛

## 過去の担当番組
- 阪神タイガースの熱闘132試合
- 大星ボクシングジム物語（ドキュメンタリー）
- 挑戦者（チャレンジャー）（ドキュメンタリー）
- 大阪国際女子マラソン（1999年 - 2003年）
- Grade-A （フジテレビと共同制作）
- プロ野球中継　オリックス・ブルーウェーブ、日本シリーズ、オールスターゲーム
- すぽーつアミーゴ!
- フルスイングをもう一度（ドキュメンタリー）
- 遙かなる銀幕のマウンド（ドキュメンタリー）
- 特報ニュースパレード
- ムハハnoたかじん
- UMEKA12
- UMEKA24
- フジヤマ☆スタア
- チュートリアルのチューして!
- 誰も知らないJ学園
- 冒険チュートリアル
- ふりこん!」
- Lucky Tripper ～Idolオン・ザ・ラン
- ボイ×なら